# Radziliszkowate

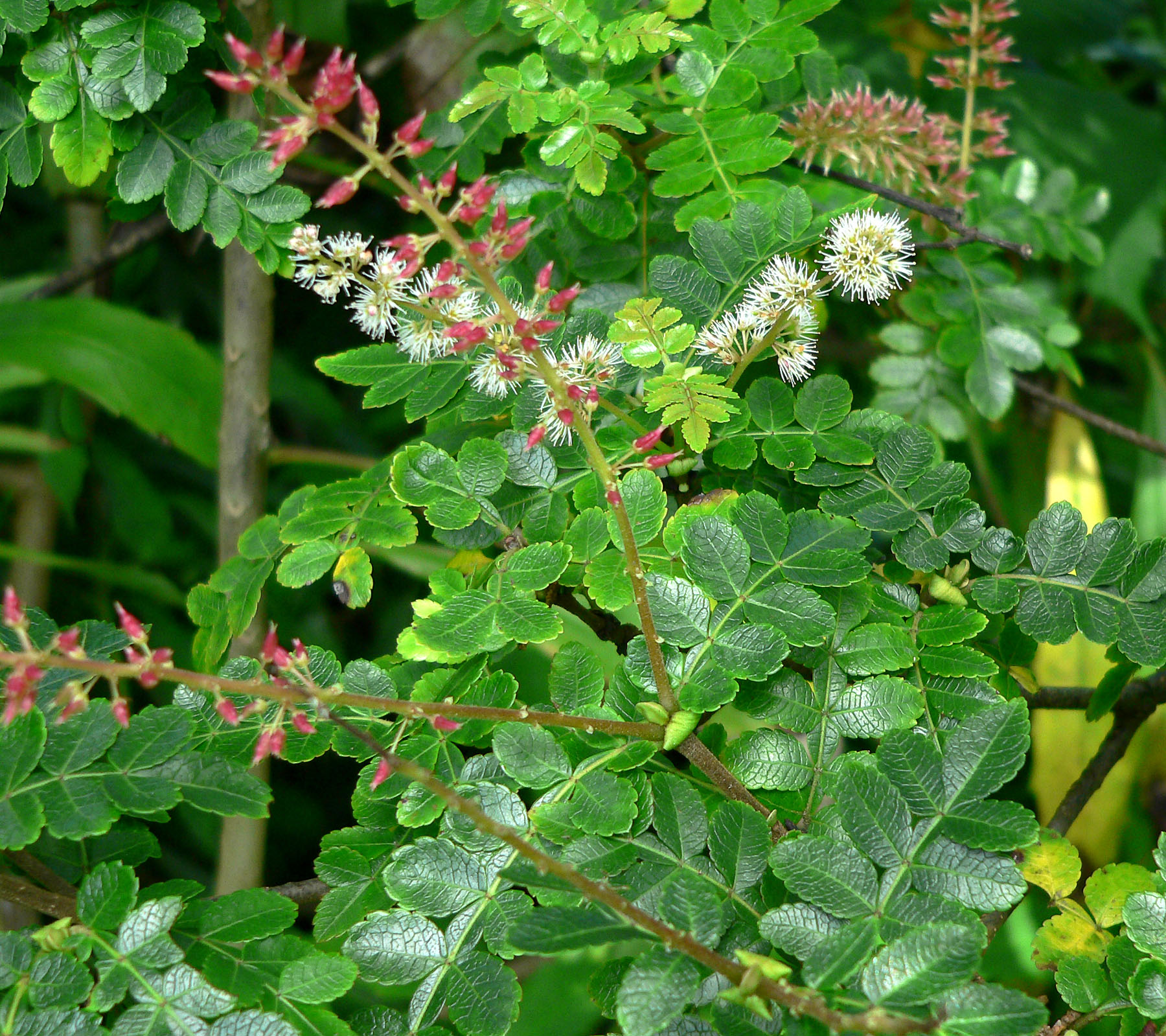
Weinmannia pinnata

Radziliszkowate (Cunoniaceae) – rodzina roślin z rzędu szczawikowców Oxalidales. Obejmuje 28 rodzajów z co najmniej 280 gatunkami. Występują one głównie na półkuli południowej – w Ameryce Południowej i Środkowej, w Kraju Przylądkowym i na Madagaskarze, na wyspach Archipelagu Sundajskiego, w Australii i Oceanii, sięgając na północ do Filipin i Meksyku.
Liczne gatunki z tej rodziny dostarczają wysokiej jakości drewna. Weinmannia tinctoria jest źródłem garbników. Zarośla i lasy z roślinami z rodzajów onatnia, eukryfia i Platylophus dostarczają cenionego pożytku pszczelego. Jako rośliny ozdobne sadzone są zwłaszcza rośliny z rodzaju eukryfia (popularne na obszarach o łagodnym klimacie), w Australii także Ceratopetalum gummiferum. Jadalnych owoców dostarczają Davidsonia pruriens oraz rośliny z rodzaju Schizomeria.

## Morfologia

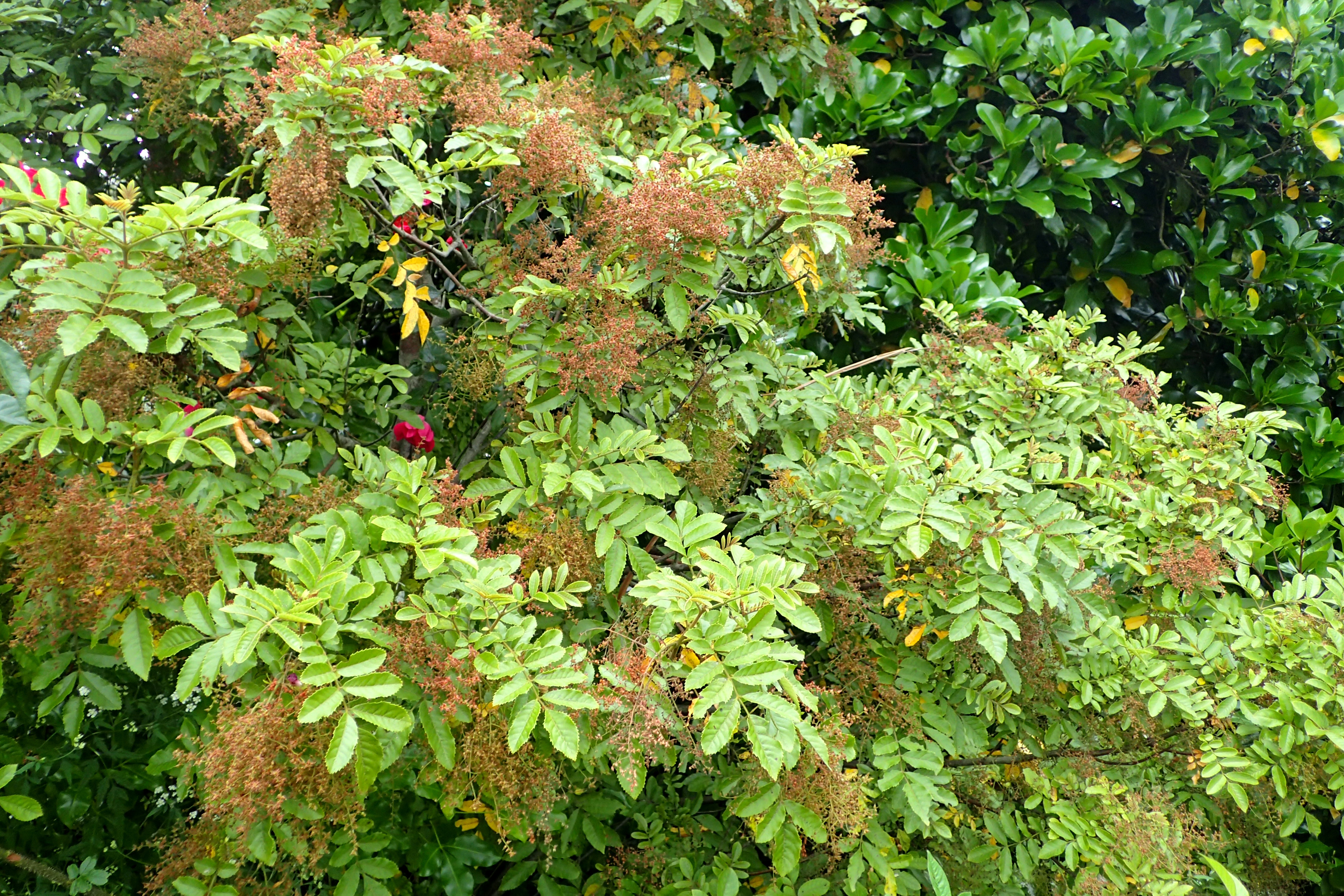
Ackama rosifolia

PokrójDrzewa i krzewy o pędach wyprostowanych, zwykle naziemne, rzadziej hemiepifity. Pędy są nagie lub okryte pojedynczymi włoskami, rzadko gwiazdkowatymi lub szczecinkowato kłującymi (Davidsonia).
LiścieZwykle zimozielone, naprzeciwległe lub okółkowe, rzadko skrętoległe (Davidsonia), zwykle nieparzysto pierzasto złożone lub trójlistkowe, rzadko pojedyncze. Blaszki całobrzegie, piłkowane lub ząbkowane. Użyłkowanie pierzaste, często z włoskami w kątach nerwów. Przylistki obecne, często okazałe.
KwiatyDrobne, zwykle obupłciowe, rzadziej jednopłciowe. Wyrastają zebrane w kwiatostany wiechowate, wierzchotkowate, główkowate, rzadziej wyrastają pojedynczo (Eucryphia). Okwiat jest 4- lub 5-krotny (rzadziej trzykrotny lub z większą liczbą działek i płatków – do 10). Działki są wolne lub zrośnięte u nasady, u różnych rodzajów są trwałe, czasem powiększając się w czasie owocowania, u niektórych odpadają. Płatki w takiej samej liczbie jak działki (lub większej w przypadku Bauera), rozwijają się przemiennie między nimi. Pręcików jest zwykle liczba podwojona (8–10), rzadziej jest ich tylko 4–5 lub tworzą się bardzo licznie. Nitki pręcików są cienkie i długie, zwykle dłuższe od okwiatu. Wokół zalążni zwykle występuje dysk miodnikowy. Zalążnia górna, rzadziej dolna lub wpółdolna powstaje zwykle z dwóch owocolistków, czasem z 3–5, u większości rodzajów zrośniętych, ale u części wolnych.
OwoceNajczęściej torebki, rzadziej mieszki, pestkowce lub skrzydlaki.

## Systematyka

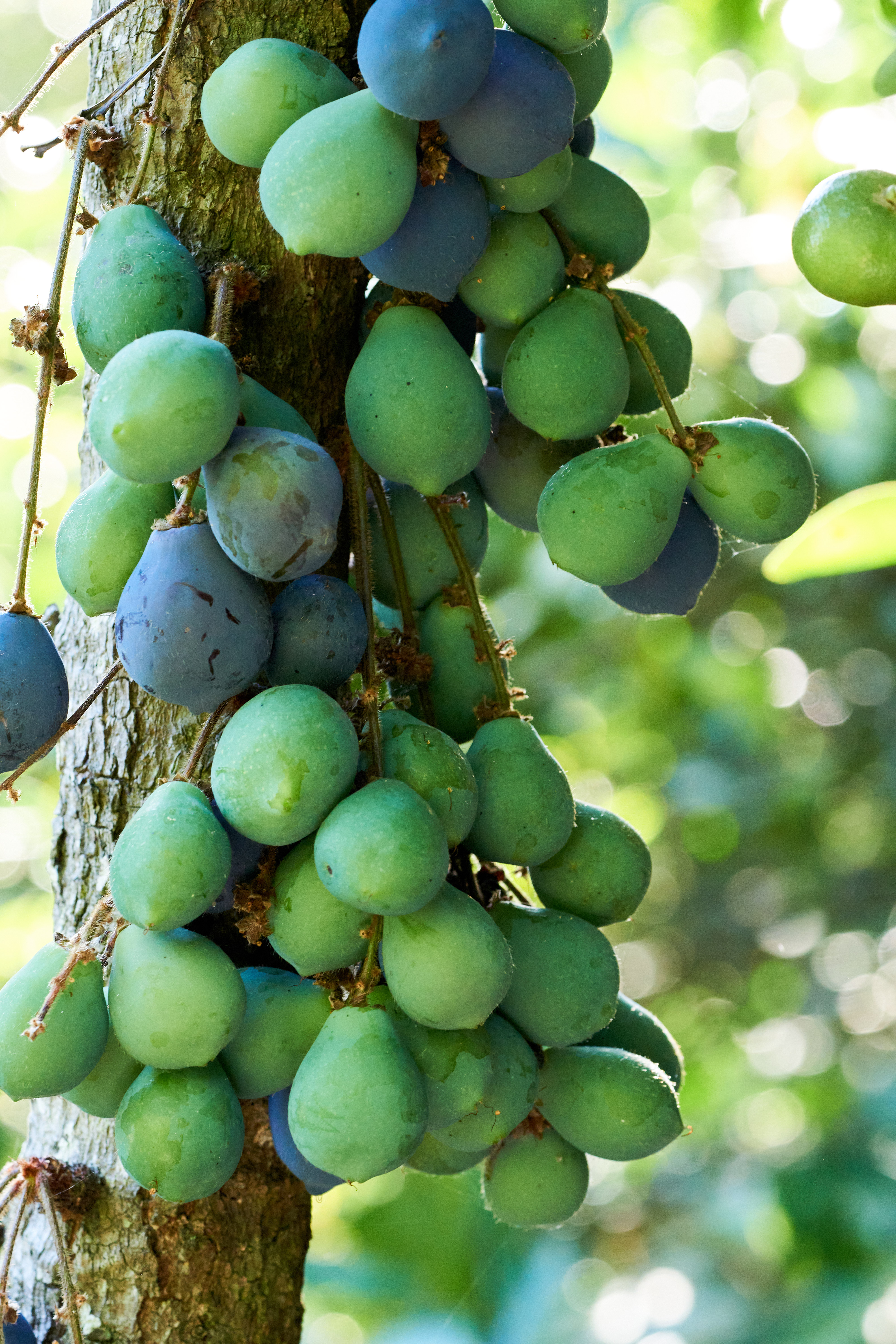
Davidsonia jerseyana

Pozycja systematyczna według APweb (aktualizowany system APG IV z 2016)
Jedna z rodzin rzędu szczawikowców, bazalna dla kladu obejmującego eleokarpowate, cefalotowate i Brunelliaceae. Ze względu na morfologiczne podobieństwa grupa ta była w dawniejszych systemach klasyfikacyjnych uważana za spokrewnioną ze skalnicowatymi (Saxifragaceae) i oczarowatymi (Hamamelidaceae).
|  | bobniowate Connaraceae    |
|  |                           |
|  | szczawikowate Oxalidaceae |
|  |                           |

|  | eleokarpowate Elaeocarpaceae                                                 |
|  |                                                                              |
|  | \| \| Brunelliaceae \| \| \| \| \| \| cefalotowate Cephalotaceae \| \| \| \| |
|  |                                                                              |
|  | Brunelliaceae                                                                |
|  |                                                                              |
|  | cefalotowate Cephalotaceae                                                   |
|  |                                                                              |

|  | Brunelliaceae              |
|  |                            |
|  | cefalotowate Cephalotaceae |
|  |                            |

|  | eleokarpowate Elaeocarpaceae                                                 |
|  |                                                                              |
|  | \| \| Brunelliaceae \| \| \| \| \| \| cefalotowate Cephalotaceae \| \| \| \| |
|  |                                                                              |
|  | Brunelliaceae                                                                |
|  |                                                                              |
|  | cefalotowate Cephalotaceae                                                   |
|  |                                                                              |

|  | Brunelliaceae              |
|  |                            |
|  | cefalotowate Cephalotaceae |
|  |                            |

|  | bobniowate Connaraceae    |
|  |                           |
|  | szczawikowate Oxalidaceae |
|  |                           |

|  | eleokarpowate Elaeocarpaceae                                                 |
|  |                                                                              |
|  | \| \| Brunelliaceae \| \| \| \| \| \| cefalotowate Cephalotaceae \| \| \| \| |
|  |                                                                              |
|  | Brunelliaceae                                                                |
|  |                                                                              |
|  | cefalotowate Cephalotaceae                                                   |
|  |                                                                              |

|  | Brunelliaceae              |
|  |                            |
|  | cefalotowate Cephalotaceae |
|  |                            |

|  | eleokarpowate Elaeocarpaceae                                                 |
|  |                                                                              |
|  | \| \| Brunelliaceae \| \| \| \| \| \| cefalotowate Cephalotaceae \| \| \| \| |
|  |                                                                              |
|  | Brunelliaceae                                                                |
|  |                                                                              |
|  | cefalotowate Cephalotaceae                                                   |
|  |                                                                              |

|  | Brunelliaceae              |
|  |                            |
|  | cefalotowate Cephalotaceae |
|  |                            |

|  | bobniowate Connaraceae    |
|  |                           |
|  | szczawikowate Oxalidaceae |
|  |                           |

|  | eleokarpowate Elaeocarpaceae                                                 |
|  |                                                                              |
|  | \| \| Brunelliaceae \| \| \| \| \| \| cefalotowate Cephalotaceae \| \| \| \| |
|  |                                                                              |
|  | Brunelliaceae                                                                |
|  |                                                                              |
|  | cefalotowate Cephalotaceae                                                   |
|  |                                                                              |

|  | Brunelliaceae              |
|  |                            |
|  | cefalotowate Cephalotaceae |
|  |                            |

|  | eleokarpowate Elaeocarpaceae                                                 |
|  |                                                                              |
|  | \| \| Brunelliaceae \| \| \| \| \| \| cefalotowate Cephalotaceae \| \| \| \| |
|  |                                                                              |
|  | Brunelliaceae                                                                |
|  |                                                                              |
|  | cefalotowate Cephalotaceae                                                   |
|  |                                                                              |

|  | Brunelliaceae              |
|  |                            |
|  | cefalotowate Cephalotaceae |
|  |                            |

|  | bobniowate Connaraceae    |
|  |                           |
|  | szczawikowate Oxalidaceae |
|  |                           |

|  | eleokarpowate Elaeocarpaceae                                                 |
|  |                                                                              |
|  | \| \| Brunelliaceae \| \| \| \| \| \| cefalotowate Cephalotaceae \| \| \| \| |
|  |                                                                              |
|  | Brunelliaceae                                                                |
|  |                                                                              |
|  | cefalotowate Cephalotaceae                                                   |
|  |                                                                              |

|  | Brunelliaceae              |
|  |                            |
|  | cefalotowate Cephalotaceae |
|  |                            |

|  | eleokarpowate Elaeocarpaceae                                                 |
|  |                                                                              |
|  | \| \| Brunelliaceae \| \| \| \| \| \| cefalotowate Cephalotaceae \| \| \| \| |
|  |                                                                              |
|  | Brunelliaceae                                                                |
|  |                                                                              |
|  | cefalotowate Cephalotaceae                                                   |
|  |                                                                              |

|  | Brunelliaceae              |
|  |                            |
|  | cefalotowate Cephalotaceae |
|  |                            |

Wykaz rodzajów
- Ackama A.Cunn.
- Acrophyllum Benth.
- Aistopetalum Schltr.
- Anodopetalum A.Cunn. ex Endl.
- Bauera Banks ex Andrews
- Caldcluvia D.Don
- Callicoma Andrews
- Ceratopetalum Sm.
- Codia J.R.Forst. & G.Forst.
- Cunonia L. – radziliszek
- Davidsonia F.Muell.
- Eucryphia Cav. – eukryfia
- Geissois Labill.
- Gillbeea F.Muell.
- Hooglandia McPherson & Lowry
- Karrabina Rozefelds & H.C.Hopkins
- Lamanonia Vell.
- Opocunonia Schltr.
- Pancheria Brongn. & Gris
- Platylophus D.Don
- Pseudoweinmannia Engl.
- Pterophylla D.Don
- Pullea Schltr.
- Schizomeria D.Don
- Spiraeanthemum A.Gray
- Spiraeopsis Miq.
- Vesselowskya Pamp.
- Weinmannia L. – onatnia